# American Automobile Association
American Automobile Association (AAA) är en organisation för bilägare i USA. Den grundades den 4 mars 1902 i Chicago.